# Rezerwat przyrody Jesionowe Góry
Rezerwat przyrody „Jesionowe Góry” – leśny rezerwat przyrody położony na terenie gminy Czarna Białostocka w województwie podlaskim. Leży w granicach Parku Krajobrazowego Puszczy Knyszyńskiej.
Stworzony został dla ochrony fragmentu Puszczy Knyszyńskiej o zróżnicowanej serii zbiorowisk na siedliskach bagiennych i mieszanych o wysokim stopniu naturalności i z dorodnym wielogatunkowym starodrzewem.
Zajmuje powierzchnię 375,50 ha (akt powołujący podawał 376,55 ha).
W rezerwacie licznie rosną jesiony wyniosłe (Fraxinus excelsior). Niestety, podobnie jak w wielu innych miejscach Polski zostały one porażone przez chorobę o nazwie zamieranie jesionu wyniosłego, Badanie tej choroby w rezerwacie przeprowadzili naukowcy ze SGGW w Warszawie w latach 2006-2007>.